# Berango
Berango ist eine Gemeinde in der Provinz Bizkaia in der spanischen Autonomen Region Baskenland, in der 7.647 Einwohner (Stand: 2024) leben, deren Mehrheit baskischsprachig ist.

## Lage
Berango befindet sich 16 Kilometer nordwestlich vom Stadtzentrum der Provinzhauptstadt Bilbao in einer Höhe von 45 m am Fluss Gobela.

## Bevölkerungsentwicklung
| Jahr      | 1900 | 1950  | 1960  | 1970  | 1981  | 1991  | 2001  | 2011  | 2021  |
| Einwohner | 716  | 1.664 | 1.812 | 2.877 | 4.135 | 4.102 | 5.040 | 6.812 | 7.271 |

## Sehenswürdigkeiten

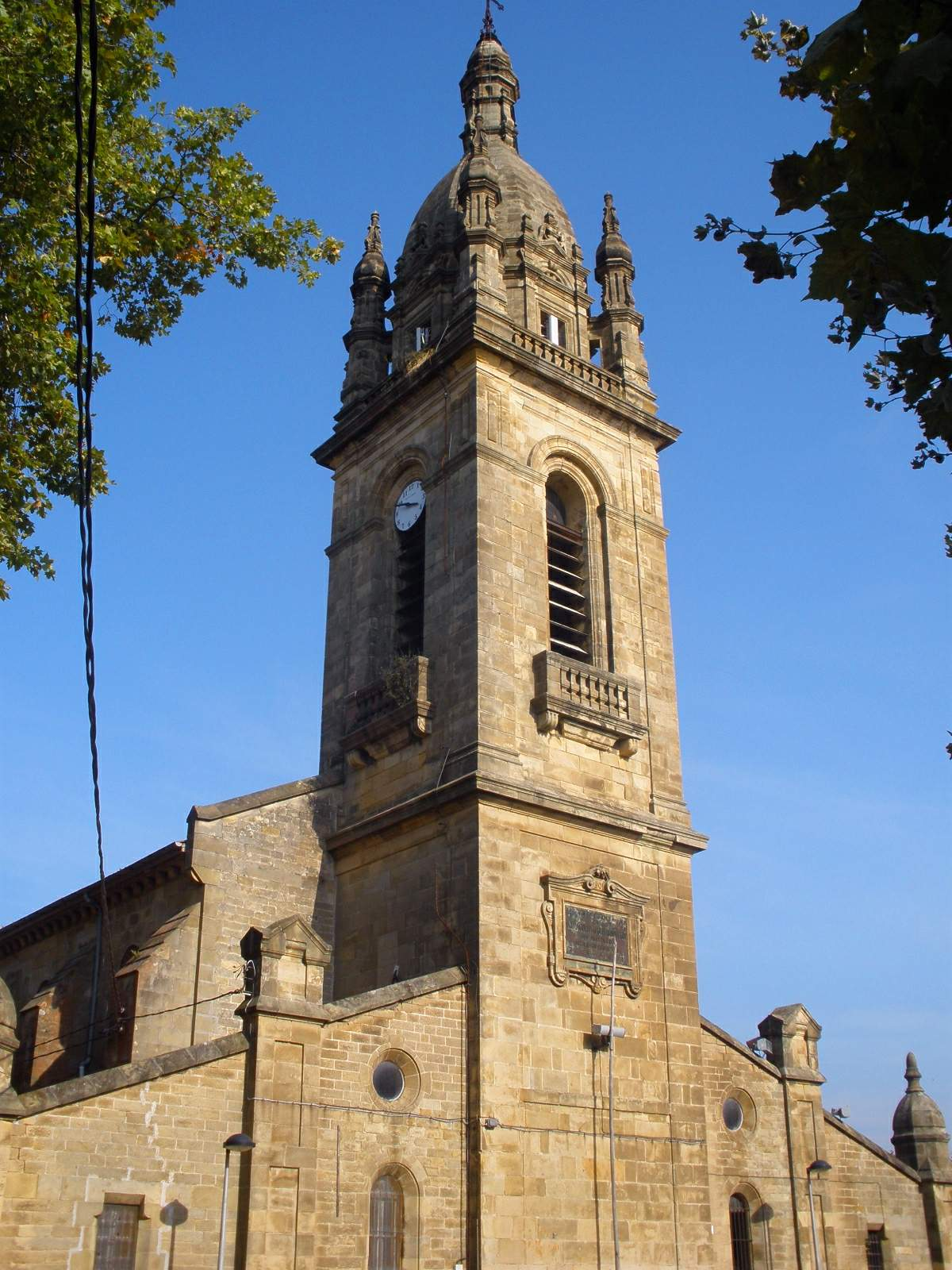
Kirche Santo Domingo
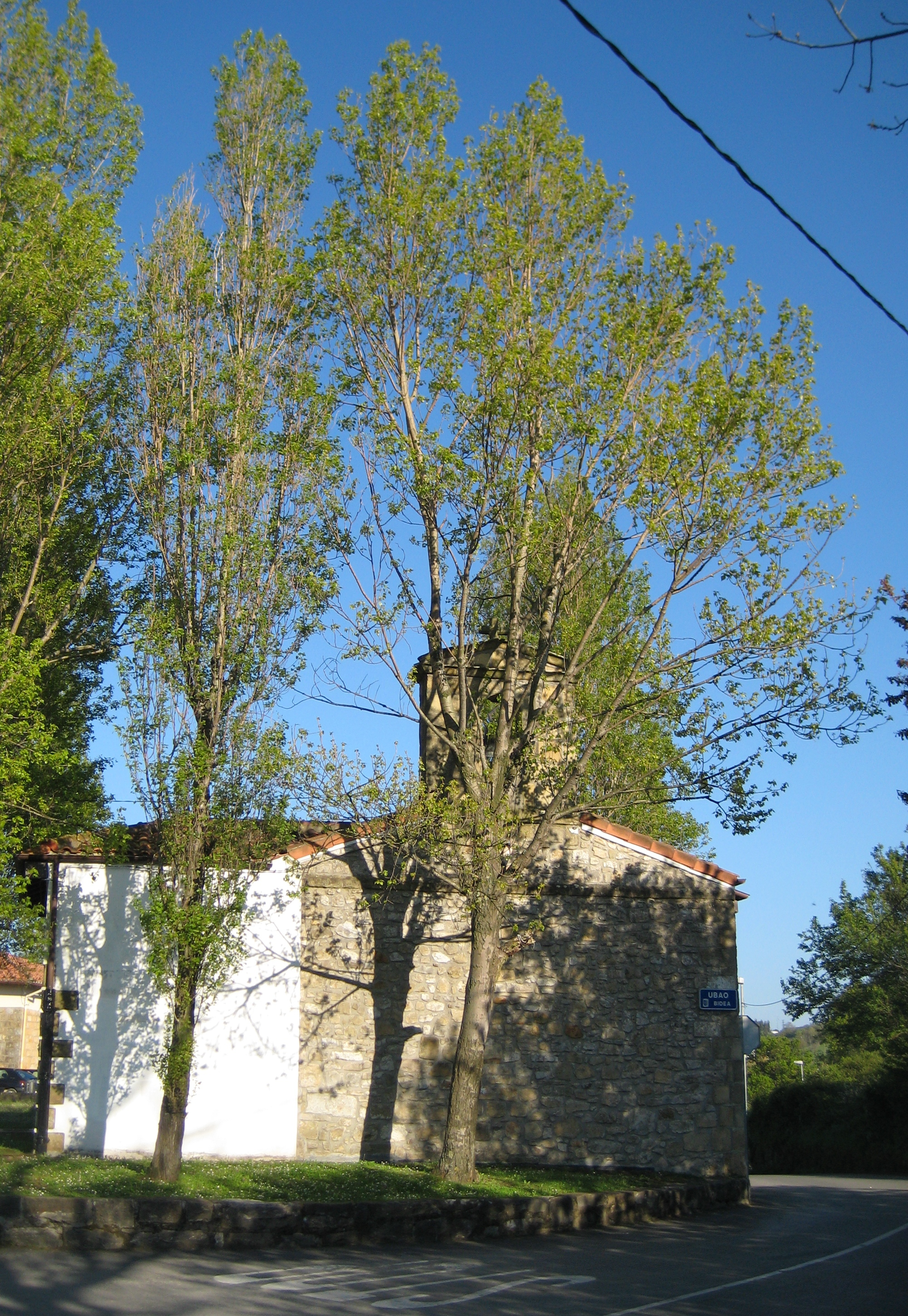
Annenkapelle (Ermita de Santa Ana)
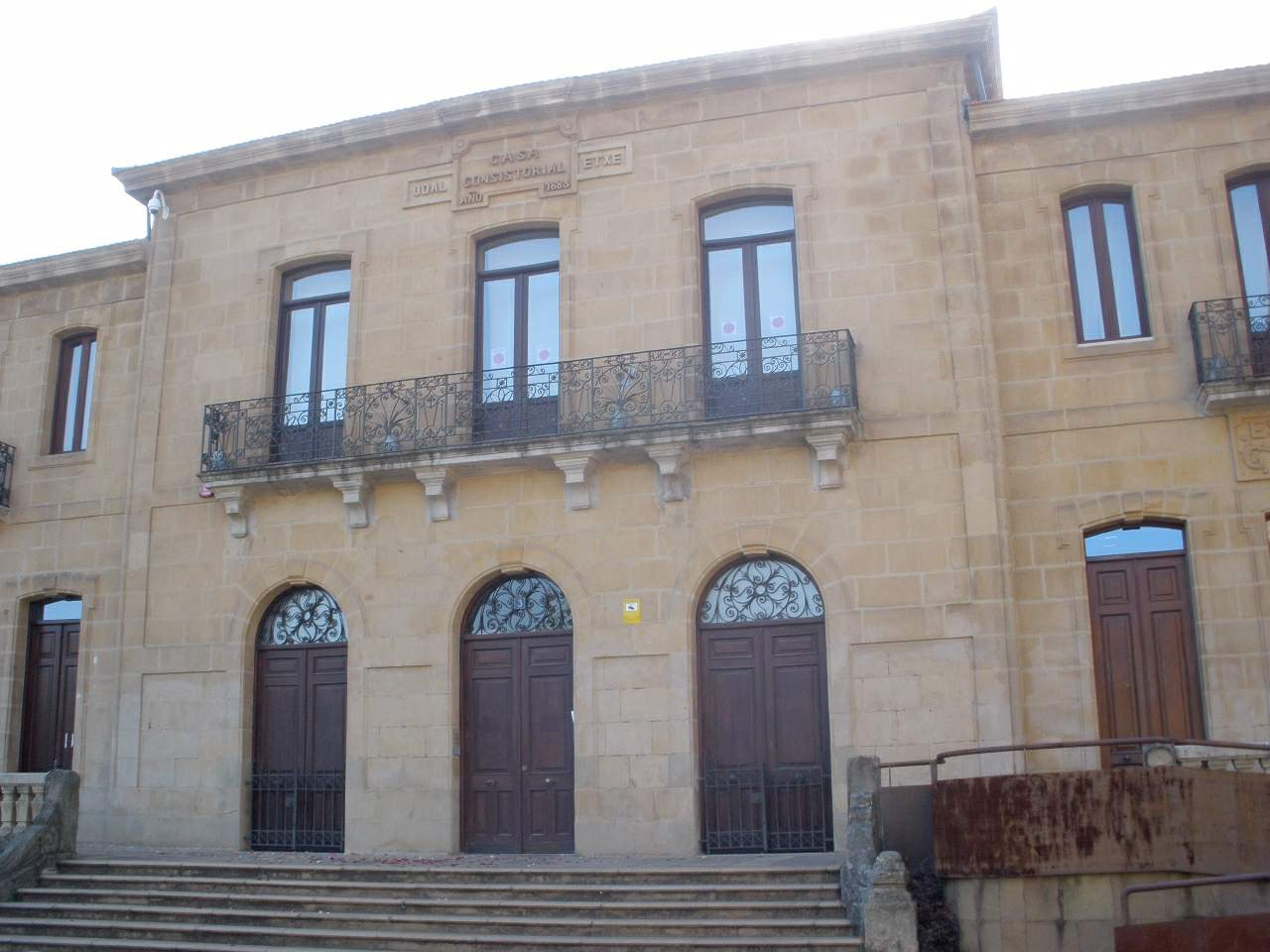
Rathaus von Muskiz

- Kirche Santo Domingo
- Annenkapelle
- Rathaus von Berango

## Söhne und Töchter der Gemeinde
- Simón Pedro de Ochandategui Arechavaleta (1818–1880), Architekt
- Dolores Aguirre (1935–2013), Unternehmerin (gleichnamiges Viehzuchtunternehmen)
- Ricardo Otxoa (1974–2001), Radrennfahrer
- Javier Otxoa Palacios (1974–2018), Radrennfahrer, Sieger bei den Paralympischen Spielen
- Rocío Ybarra (* 1984), Hockeyspielerin, Olympiateilnehmerin
- Gotzon Mantuliz (* 1988), TV-Persönlichkeit und Designer